# Olympische Winterspiele 2002/Teilnehmer (Belarus)
| Gelbes Symbol für Goldmedaillen mit stilisierten Olympischen Ringen | Graues Symbol für Silbermedaillen mit stilisierten Olympischen Ringen | Braundes Symbol für Bronzemedaillen mit stilisierten Olympischen Ringen |
| ------------------------------------------------------------------- | --------------------------------------------------------------------- | ----------------------------------------------------------------------- |
| —                                                                   | —                                                                     | 1                                                                       |

Belarus nahm an den Olympischen Winterspielen 2002 im US-amerikanischen Salt Lake City mit einer Delegation von 64 Athleten in neun Disziplinen teil, davon 44 Männer und 20 Frauen. Der Freestyle-Skier Aljaksej Hryschyn gewann mit Bronze die einzige Medaille für Belarus.
Fahnenträger bei der Eröffnungsfeier war der Biathlet Aleh Ryschankou.

## Teilnehmer nach Sportarten

### Biathlon
Männer
- Oleksij Ajdarow
10 km Sprint: 37. Platz (27:06,4 min)
12,5 km Verfolgung: 48. Platz (37:43,0 min)
20 km Einzel: 17. Platz (54:25,3 min)
4 × 7,5 km Staffel: 8. Platz (1:27:12,0 h)

- Aleh Ryschankou
10 km Sprint: 11. Platz (26:05,5 min)
12,5 km Verfolgung: 21. Platz (35:08,3 min)
20 km Einzel: 31. Platz (55:56,6 min)
4 × 7,5 km Staffel: 8. Platz (1:27:12,0 h)

- Wadsim Saschuryn
10 km Sprint: 12. Platz (26:09,9 min)
12,5 km Verfolgung: 10. Platz (34:00,5 min)
20 km Einzel: 9. Platz (52:52,6 min)
4 × 7,5 km Staffel: 8. Platz (1:27:12,0 h)

- Aljaksandr Syman
10 km Sprint: 56. Platz (27:45,3 min)
12,5 km Verfolgung: 49. Platz (38:05,8 min)
4 × 7,5 km Staffel: 8. Platz (1:27:12,0 h)

- Rustam Waliulin
20 km Einzel: 60. Platz (58:46,7 min)

Frauen
- Ljudmila Ananka
15 km Einzel: Rennen nicht beendet

- Jelena Chrustaljowa
7,5 km Sprint: 33. Platz (23:06,6 min)
4 × 7,5 km Staffel: 7. Platz (1:31:01,6 h)

- Jauhenija Kuzapalawa
7,5 km Sprint: 44. Platz (23:26,5 min)
10 km Verfolgung: 28. Platz (34:40,1 min)
4 × 7,5 km Staffel: 7. Platz (1:31:01,6 h)

- Ljudmila Lyssenko
15 km Einzel: 51. Platz (54:25,4 min)
4 × 7,5 km Staffel: 7. Platz (1:31:01,6 h)

- Wolha Nasarawa
7,5 km Sprint: 14. Platz (22:14,9 min)
10 km Verfolgung: 11. Platz (32:24,5 min)
15 km Einzel: 6. Platz (48:29,9 min)
4 × 7,5 km Staffel: 7. Platz (1:31:01,6 h)

- Ksenija Sikunkowa
7,5 km Sprint: 65. Platz (25:21,5 min)
15 km Einzel: 38. Platz (52:26,8 min)

### Eishockey
Männer
| - Leanid Fazikau - Andrej Mesin - Sjarhej Schabanau - Aleh Chmyl - Ruslan Salej - Uladsimir Kopaz - Aleh Ramanau - Aleh Mikultschyk - Sjarhej Stas - Aljaksandr Schuryk - Ihar Matuschkin - Aljaksandr Makryzki - Dsmitryj Pankou | - Uladsimir Zyplakou - Dsmitryj Dudsik - Wadsim Bekbulatau - Andrej Kawaljou - Andrej Rassolka - Aljaksej Kaljuschny - Wassil Pankou - Aleh Antonenka - Andrej Skabelka - Aljaksandr Andryjeuski - Eduard Sankawez - Kanstanzin Kalzou |

- 4. Platz

### Eiskunstlauf
Männer
- Sergei Dawydow
21. Platz (31,5)

Frauen
- Julija Soldatowa
18. Platz (29,0)

### Eisschnelllauf
Männer
- Aljaksej Chatylew
500 m: 32. Platz (74,81 s)
1000 m: 42. Platz (1:13,73 min)
1500 m: 47. Platz (1:52,87 min)

- Ihar Makowezki
1000 m: 41. Platz (1:12,33 min)
1500 m: 40. Platz (1:50,15 min)

Frauen
- Anschalika Kazjuha
500 m: 5. Platz (75,39 s)
1000 m: 12. Platz (1:15,03 min)

- Swjatlana Radkewitsch
500 m: 28. Platz (79,45 s)
1000 m: 33. Platz (1:18,93 min)

- Swjatlana Tschajepelnikowa
1500 m: 34. Platz (2:04,06 min)
3000 m: 32. Platz (4:24,96 min)

### Freestyle-Skiing
Männer
- Dsmitryj Daschtschynski
Springen: 7. Platz (244,29)

- Aljaksej Hryschyn
Springen: Bronze  (251,19)

- Dsmitryj Rak
Springen: 10. Platz (226,34)

Frauen
- Assol Sliwez
Springen: 13. Platz (in der Qualifikation ausgeschieden)

- Ala Zuper
Springen: 9. Platz (164,92)

### Nordische Kombination
- Sjarhej Sacharenka
Sprint (Großschanze / 7,5 km): 38. Platz (19:29,5 min)
Einzel (Normalschanze / 15 km): 44. Platz (49:18,9 min)

### Shorttrack
Frauen
- Julija Paulowitsch-Jelsakowa
500 m: 23. Platz (im Vorlauf ausgeschieden)
1500 m: 19. Platz (im Vorlauf ausgeschieden)

### Skilanglauf
Männer
- Sjarhej Dalidowitsch
20 km Verfolgung: 57. Platz (nicht zum Freistilrennen angetreten)
30 km Freistil: 14. Platz (1:13:51,1 h)
4 × 10 km Staffel: 15. Platz (1:42:12,0 h)

- Aljaksandr Sannikou
20 km Verfolgung: 61. Platz (nicht für das Freistilrennen qualifiziert)
30 km Freistil: 53. Platz (1:19:46,9 h)
50 km klassisch: 44. Platz (2:24:14,2 h)
4 × 10 km Staffel: 15. Platz (1:42:12,0 h)

- Mikalaj Semenjako
15 km klassisch: 48. Platz (41:48,0 min)
30 km Freistil: 52. Platz (1:19:45,6 h)
4 × 10 km Staffel: 15. Platz (1:42:12,0 h)

- Aljaksandr Schalak
1,5 km Sprint: 58. Platz (3:13,63 min)
15 km klassisch: 11. Platz (50:53,9 min)
50 km klassisch: 46. Platz (2:24:37,2 h)

- Aljaksej Trehubou
1,5 km Sprint: 55. Platz (3:08,05 min)
15 km klassisch: 51. Platz (42:00,7 min)
50 km klassisch: 40. Platz (2:22:29,3 h)

- Raman Wiralajnen
1,5 km Sprint: 27. Platz (2:57,48 min)
15 km klassisch: 13. Platz (39:02,4 min)
20 km Verfolgung: 30. Platz (52:11,3 min)
4 × 10 km Staffel: 15. Platz (1:42:12,0 h)

- Dsjanis Warabjou
1,5 km Sprint: 56. Platz (3:08,79 min)
20 km Verfolgung: 65. Platz (nicht für das Freistilrennen qualifiziert)
30 km Freistil: 44. Platz (1:17:43,2 h)

Frauen
- Natallja Swirydowa-Kalinowskaja
1,5 km Sprint: 45. Platz (3:31,83 min)
10 km Verfolgung: 61. Platz (nicht für das Freistilrennen qualifiziert)
15 km Freistil: 40. Platz (44:09,2 min)

- Wiktoryia Lapazina
1,5 km Sprint: 24. Platz (3:20,59 min)

- Alena Kaluhina
10 km klassisch: 43. Platz (31:10,9 min)
10 km Verfolgung: 52. Platz (nicht für das Freistilrennen qualifiziert)
4 × 5 km Staffel: 5. Platz (50:37,9 min)

- Swetlana Nageikina
10 km klassisch: 14. Platz (29:48,4 min)
15 km Freistil: 5. Platz (40:17,9 min)
30 km klassisch: 11. Platz (1:35:51,6 h)
4 × 5 km Staffel: 5. Platz (50:37,9 min)

- Natalja Sjatikowa
10 km klassisch: 35. Platz (30:44,2 min)
10 km Verfolgung: 34. Platz (27:54,7 min)
15 km Freistil: 17. Platz (42:04,5 min)
30 km klassisch: 29. Platz (1:42:18,0 h)
4 × 5 km Staffel: 5. Platz (50:37,9 min)

- Wera Sjatikowa
10 km klassisch: 27. Platz (30:20,5 min)
10 km Verfolgung: 32. Platz (27:45,0 min)
15 km Freistil: 17. Platz (42:04,5 min)
4 × 5 km Staffel: 5. Platz (50:37,9 min)

- Iryna Skripnik
30 km klassisch: 30. Platz (1:42:49,1 h)

### Skispringen
- Andrej Lyskawez
Normalschanze: 42. Platz (nicht für den 2. Finalsprung qualifiziert)
Großschanze: 45. Platz (in der Qualifikation ausgeschieden)